# Marc Albrecht
Marc Albrecht (Hannover, 1964) es un director de orquesta alemán. Él es el hijo del director de orquesta George Alexander Albrecht y primo de la Presidenta de la Comisión Europea Ursula von der Leyen.

## Biografía y carrera
Marc Albrecht estudió con su padre, después en Viena donde asistió a Claudio Abbado con la Joven Orquesta Gustav Mahler.
Después de proyectos en la Hamburgische Staatsoper y en Dresde (Semperoper) llegó a ser director musical del Staatstheater Darmstadt en 1995.
En conciertos Albrecht dirigió a diferentes orquestas como: Berliner Philharmoniker, Münchner Philharmoniker, Orquesta Real del Concertgebouw, Orquesta Sinfónica de la Ciudad de Birmingham, Chamber Orchestra of Europe, Staatskapelle Dresden y la Orchestre National de Lyon.
En óperas Albrecht ha trabajado en el Festival de Bayreuth, Festival de Salzburgo, Ópera de la Bastilla, Deutsche Oper Berlin, Semperoper Dresden y en la Bayerische Staatsoper Múnich. En la temporada 2008/2009 Marc Albrecht debutó en la Royal Opera House en Londres.
De 2008 a 2011 fue director musical de la Orquesta Filarmónica de Estrasburgo y a partir de la temporada 2011/2012 el llegó ser el director principal de la Nederlands Philharmonisch Orkest, Nederlands Kamerorkest y de la De Nederlandse Opera.